# Турсько (Поморське воєводство)
Турсько (пол. Tursko, нім. Turzig) — село в Польщі, у гміні Мястко Битівського повіту Поморського воєводства.
Населення — 223 особи (2011).
У 1975-1998 роках село належало до Слупського воєводства.

## Демографія
Демографічна структура станом на 31 березня 2011 року:
|          | Загалом | Допрацездатний вік | Працездатний вік | Постпрацездатний вік |
| -------- | ------- | ------------------ | ---------------- | -------------------- |
| Чоловіки | 116     | 34                 | 78               | 4                    |
| Жінки    | 107     | 25                 | 68               | 14                   |
| Разом    | 223     | 59                 | 146              | 18                   |